# Interessengemeinschaft Liberales Waffenrecht Österreich
| Logo der Interessengemeinschaft Liberales Waffenrecht Österreich | Logo der Interessengemeinschaft Liberales Waffenrecht Österreich                                                                                              |
| Interessengemeinschaft Liberales Waffenrecht Österreich (IWÖ)    | Interessengemeinschaft Liberales Waffenrecht Österreich (IWÖ)                                                                                                 |
| ---------------------------------------------------------------- | --- |
| Zweck:                                                           | „Die Interessen aller Schützen, Jäger, Sammler und aller anderen Waffenbesitzer zu vertreten“                                                                 |
| Ziele:                                                           | Erhalt des legalen Waffenbesitzes in Österreich |
| Gründung:                                                        | 1994 |
| Präsident und Waffenrechtsreferent:                              | Andreas O. Rippel Rechtsanwalt |
| Vizepräsident:                                                   | Hermann Gerig |
| Gen. Sek.:                                                       | Martin Kruschitz |
| Schriftführer:                                                   | Eva-Maria Rippel-Held |
| Mitglieder:                                                      | Gesamt: 3.666(30. Juli 2010) Einzelmitglieder: 3.472(30. Juli 2010) Unternehmen und Vereine: 194(gesamt ca. 25.000 bis 30.000 Einzelpersonen) (30. Juli 2010) |
| Website:                                                         | www.iwoe.at |

Die Interessengemeinschaft Liberales Waffenrecht Österreich, kurz IWÖ, wurde 1994 gegründet. Anspruch des Vereines mit Sitz in Wien ist es, die Interessen aller Schützen, Jäger, Waffensammler und aller anderen Waffenbesitzer in Österreich zu vertreten.

## Ziele
Hauptziel ist ein liberales, sparsam vollziehbares sowie leicht verständliches Waffengesetz. Nach Ansicht der IWÖ stellen Besitzer von legalen Waffen kein Sicherheitsrisiko dar, da sehr hohe Ansprüche an Verlässlichkeit und Vertrauenswürdigkeit an sie gestellt werden. Weiters dient die IWÖ ihren Mitgliedern als rechtliche Beratungsstelle bezugnehmend auf unklare gesetzliche Regelungen oder widersprüchlich ausgestellte Bescheide der Behörden. Ebenso dient die IWÖ als Schnittstelle und Informationsdrehscheibe zwischen Jägern, Sportschützen und anderen privaten Waffenbesitzern.
Der Verein setzt sich, nach eigenen Angaben, gegen generelle Waffenverbote und „verfehlte Anlaßgesetzgebung“, gegen „Pauschalverdächtigungen und Vorurteile“ und gegen „Politiker, die mit der Waffenhysterie Stimmenfang betreiben wollen“ ein. Weiters „hilft die IWÖ Menschen, die mit der Waffenbehörde Schwierigkeiten haben und Schikanen ausgesetzt sind“ und berät ihre Mitglieder mit eigenen, insbesondere im Waffenrecht geschulten Anwälten in waffenrechtlichen Fragen. Der Verein versteht sich als „Partner der Sicherheitsexekutive und des Bundesheeres“. Als parteiunabhängige und nur ihren Mitgliedern verpflichtete Organisation verzichtet die IWÖ auf Subventionen.

## Voraussetzungen zur Mitgliedschaft
Die meisten Mitglieder sind Besitzer einer waffenrechtlichen Erlaubnis. Sie verfügen entweder über eine Waffenbesitzkarte, einen Waffenpass oder eine Jagdkarte. Das bedeutet, dass sie von der Behörde auf ihre Verlässlichkeit überprüft worden sind und auch weiterhin regelmäßig überprüft werden.
Alle Mitglieder haben bei ihrem Beitritt zu erklären, dass gegen sie kein Waffenverbot besteht, sie also nicht einschlägig vorbestraft sind.
Daneben hat eine Reihe von Mitgliedern psychologische Gutachten, welche seit Inkrafttreten des Waffengesetzes 1996 Pflicht sind, um eine WBK oder WP zu beantragen.

## Entwicklung
Die Gründer waren der Ansicht, dass der EU-Beitritt Österreichs zwangsläufig eine Änderung des Waffengesetzes nach sich ziehen würde. Durch die Umsetzung der EU-Waffenrichtlinie in österreichisches Recht musste das als liberal geltende österreichische Waffengesetz von 1986 geändert werden. Es bestand auch die Möglichkeit, dass der legale Waffenbesitz abgeschafft und ein Waffenverbot für Privatpersonen, wie es beispielsweise in Großbritannien besteht, eingeführt wird.
1995 wurde von der IWÖ eine Unterschriftenaktion gegen ein Waffenverbot in Österreich initiiert. Funktionäre der IWÖ wurden in die Vorbereitung der Neugestaltung des EU-konformen österreichischen Waffenrechtes eingebunden. So wird das Waffengesetz 1996, trotz vieler Kritikpunkte seitens des Vereines, von diesem als „einigermaßen liberal und bürgerfreundlich“ betrachtet.
Verstärkte öffentliche Kritik am privaten Waffenbesitz verschaffte der IWÖ nach eigenen Angaben in den Jahren 1997 bis 1999 großen Zulauf, was wiederum die Lobbyingarbeit des Vereines unterstützte. Eine Unterschriftenaktion mit mehr als 130.000 Unterschriften verhinderte die geplante Verschärfung des Waffengesetzes. Der Letztstand dieser Unterschriftenliste liegt laut IWÖ bei 169.116 Unterschriften „gegen eine Verschärfung und für eine Liberalisierung des Waffengesetzes“.
2007 begann der Verein eine Unterschriftenaktion gegen eine Verschärfung des Waffenrechts in der EU. Die Vereinten Nationen hatten im Jahr 2000 die „Konvention gegen die Grenzüberschreitende Organisierte Kriminalität“ beschlossen. Für den Waffenbereich ist das „Protokoll betreffend die Bekämpfung der unerlaubten Herstellung von und des Handels mit Schußwaffen, Teilen von Schußwaffen und Munition“ aus dem Jahr 2001 maßgebend. Die EU ist diesem Protokoll beigetreten und muss daher ihre Waffenrichtlinie entsprechend anpassen. Dazu hat die Europäische Kommission am 2. März 2006 einen Entwurf (2006/0031 (COD)) vorgelegt. Die Unterschriftenaktion richtet sich gegen diesen „Entwurf einer legislativen Entschließung des Europäischen Parlaments“ der zuständigen Berichterstatterin des Ausschusses für Binnenmarkt und Verbraucherschutz, Gisela Kallenbach, vom 7. November 2006, da dieser nach Ansicht der IWÖ eine zu umfangreiche Änderung der Richtlinie vorsieht.